# Jakub Špalek
Jakub Špalek (* 8. května 1968, Brumov-Bylnice) je český herec, divadelní režisér a organizátor. Jedná se o dlouholetého uměleckého vedoucího a producenta Divadelního spolku Kašpar a ředitele Divadla v Celetné v Praze.

## Nejznámější filmové role
- Šakalí léta – český film režiséra Jana Hřebejka z roku 1993
- Jízda – český film režiséra Jana Svěráka z roku 1994
- Na lavici obžalovaných justice – seriál z roku 1998
- Mazaný Filip – český film režiséra Václava Marhoula z roku 2003

## Rodinné vazby
- Je bratrem herečky Petry Špalkové.
- Jeho manželkou je herečka Eva Elsnerová, s níž má jednoho syna.